# Trussville, Alabama
Trussville là một thành phố thuộc quận Jefferson, tiểu bang Alabama, Hoa Kỳ. Dân số năm 2009 là 19208 người, mật độ đạt 225 người/km².